# Carole Bissig
Carole Bissig (15 luglio 1996) è un'ex sciatrice alpina svizzera.

## Biografia
Slalomista pura sorella di Chiara e Semyel, a loro volta sciatori alpini, e attiva dal gennaio del 2012, la Bissig ha esordito in Coppa Europa il 10 gennaio 2013 a Melchsee-Frutt e in Coppa del Mondo l'11 novembre 2017 a Levi, in entrambi i casi senza completare la prova; nel massimo circuito internazionale ha ottenuto il miglior piazzamento il 7 gennaio 2018 a Kranjska Gora (17ª) e ha preso per l'ultima volta il via il 21 novembre 2021 a Levi, senza completare la gara. Si è ritirata al termine della stagione 2021-2022 e la sua ultima gara è stata lo slalom speciale dei Campionati liechtensteinesi 2022, disputato il 3 aprile a Malbun; non ha preso parte a rassegne olimpiche o iridate.

## Palmarès

### Coppa del Mondo
- Miglior piazzamento in classifica generale: 90ª nel 2018

### Coppa Europa
- Miglior piazzamento in classifica generale: 43ª nel 2017

### Australia New Zealand Cup
- Miglior piazzamento in classifica generale: 8ª nel 2020
- 3 podi:
  - 3 terzi posti

### Campionati svizzeri
- 1 medaglia:
  - 1 argento (slalom speciale nel 2018)